# Zadný Ľadový štít
Zadný Ľadový štít (česky Zadní Ledový štít, polsky Lodowy Zwornik, německy Hiller-Turm, maďarsky Hiller-torony) je štít v masivu Ledového štítu, mezi ním a Sněhovým štítem, oddělený Ledovou průhybou a Vyšným ledovým sedlem. Řadí se mezi 25 nejvyšších vrcholů Vysokých Tater.

## Historie
Zadní Ledový štít byl pravděpodobně navštívený dávno před prvními horolezci a turisty. Příležitost vystoupit na jeho vrchol měli nejdříve zeměměřiči, kteří mapovali tatranské reálie. Název štítu je odvozen od jména sousedního Ledového štítu a pochází od Františka Kroutila.

## První zaznamenané výstupy
- Karol Englisch a Johann Hunsdorfer (senior), 16. nebo 17. července 1902 – letní
- Kaubková, Jarmila Matějková, Dvořák a Zdeněk Záboj, 20. března 1948 – zimní

## Turistika
Štít je přístupný pouze v doprovodu horského vůdce